# Нуадибу (аэропорт)
Международный аэропорт Нуадибу (англ. Nouadhibou International Airport (ИАТА: NDB, ИКАО: GQPP)) — общественный международный аэропорт, обслуживающий город Нуадибу (бывший Порт-Этье́н). Расположен в районе Дахлет-Нуадибу в западной части Мавритании и является вторым по величине аэропортом в стране.

## Происшествия
- 7 августа 1980 года — выполняя пассажирский рейс из Бухареста, румынский Ту-154 при заходе на посадку в условиях тумана приземлился на воду за 300 метров от берега. Из находящихся на борту 16 членов экипажа и 152 пассажиров от удара о воду никто не погиб, но одна из пассажирок умерла от сердечного приступа[4].